# Хайндрава Сергій
Сергій Хайндрава (нар. 23 грудня 1961, СРСР) — яхтсмен, який представляв Об'єднану команду на літніх Олімпійських іграх 1992 року в Барселоні, Іспанія як член екіпажу в Солінг. Зі стерновим Сергієм Пічугіним та членом екіпажу Володимиром Коротковим вони посіли 9 місце. Сергій зі стерновим Сергієм Пічугіним та його членом екіпажу Володимиром Коротковим посіли 7 місце під час літніх Олімпійських ігор 1996 року в Савані, США, у Солінгу. Цього разу за  Україна.